# Pau Gasol
Pau Gasol Sáez (Barcelona, 6 juli 1980) is een Spaans voormalig basketbalspeler die als forward/center speelde.
Gasol werd in 2002 als eerste niet-Amerikaanse speler uitgeroepen tot rookie of the year in de NBA. Hij was zes keer NBA All Star en werd als speler van de Los Angeles Lakers twee keer kampioen van de NBA. Pau en zijn jongere broer Marc zijn de enige broers ooit die beiden kampioen werden in de NBA. Met Spanje werd hij in 2006 wereldkampioen en won hij in 2009, 2011 en 2015 het Europees kampioenschap. Ook won hij twee keer een zilveren en een keer een bronzen medaille op de Olympische Zomerspelen.

## Biografie
Gasol verhuisde op zesjarige leeftijd met zijn ouders en zijn vijf jaar jongere broer Marc van Barcelona naar Sant Boi de Llobregat. Hij speelde van 1999 tot 2001 voor FC Barcelona Bàsquet. Hij werd met deze club in zowel 1999 als 2001 kampioen van de Liga ACB. Gasol werd in 2001 als derde gekozen in de NBA-draft dat jaar door de Atlanta Hawks. Hij werd meteen geruild naar de Vancouver Grizzlies samen met Brevin Knight en Lorenzen Wright voor Shareef Abdur-Rahim en Jamaal Tinsley. Hij speelde alle wedstrijden in zijn eerste seizoen in de NBA en 79 als starter. Hij werd de eerste niet-Amerikaanse NBA Rookie of the Year Award en werd ook verkozen tot NBA All-Rookie First Team.
Hij speelde zes en een half seizoenen voor de Grizzlies waarin hij in 2006 zijn eerste All Star-wedstrijd speelde. Hij bereikte met de Grizzlies driemaal de play-offs. In 2008 werd hij geruild naar de Los Angeles Lakers samen met een draftpick voor Kwame Brown, Javaris Crittenton, zijn broer Marc Gasol, Aaron McKie en twee draftpicks. Hij speelde van 2008 tot 2014 voor de Lakers en won met hen twee NBA-kampioenschappen. Hij werd meermaals geselecteerd voor de NBA-All Star en werd geselecteerd voor All-NBA teams.
In 2014 tekende hij een contract bij de Chicago Bulls  waar hij twee seizoenen speelde. Hij tekende in 2016 bij de San Antonio Spurs. In zijn derde seizoen werd zijn contract ontbonden na 27 wedstrijden. Hij tekende daarop een contract bij de Milwaukee Bucks en speelde voor hen nog 3 wedstrijden. Hij tekende datzelfde jaar nog bij de Portland Trail Blazers maar speelde door een blessure geen wedstrijd voor hen. In 2021 keerde hij terug van zijn blessure en speelde korte terug voor Barcelona Bàsquet om zich voor te bereiden voor de Olympische Zomerspelen in dat jaar.

### Nationaal team
Gasol won in 1998 met Spanje het Junior European Championship en een jaar later volgde de titel op de World Cup Youth door in de finale te winnen van de Verenigde Staten. Hij won in augustus 2006 met zijn land het wereldkampioenschap in Japan. Op de Olympische Zomerspelen 2008 in Beijing behaalde Gasol de zilveren medaille met zijn landgenoten. Hij won een jaar later het Eurobasket 2009 in Polen en werd daarop ook verkozen tot beste speler. 
In 2011 vond EuroBasket plaats in Litouwen en won hij met de Spaanse ploeg een gouden medaille. Het jaar erop op de Olympische Spelen in Londen won hij met de Spaanse selectie ene tweede gouden medaille. In 2015 volgde een derde Europese titel, een jaar later op de Olympische Spelen won hij een bronzen medaille met de Spaanse ploeg. In 2017 won de Spaanse ploeg brons op het EK in 2017. Op de Olympische Spelen van 2020 speelde hij zijn laatste wedstrijden voor de nationale ploeg. Spanje wist geen medaille te winnen en werd zesde.

## Erelijst
- NBA-kampioen: 2009, 2010
- NBA All-Star: 2006, 2009, 2010, 2011, 2015, 2016
- All-NBA Second Team: 2011, 2015
- All-NBA Third Team: 2009, 2010
- NBA Rookie of the Year: 2002
- NBA All-Rookie First Team: 2002
- J. Walter Kennedy Citizenship Award: 2012
- Nummer 16 teruggetrokken door de Los Angeles Lakers[2]
- All-EuroLeague Second Team: 2001
- Spaans landskampioen: 1999, 2001, 2021
- Spaans bekerwinnaar: 2001
- FIBA Europe Player of the Year: 2008, 2009
- Mister Europa Player of the Year: 2004, 2009
- Euroscar Player of the Year: 2008, 2009, 2010, 2015
- FIBA World Cup MVP: 2006
- FIBA EuroBasket MVP: 2009, 2015
- Olympische Spelen:  (2008, 2012),  (2016)
- EuroBasket:  (2009, 2011, 2015),  (2003, 2007),  (2001, 2017)

## Statistieken

### Regulier seizoen
| Seizoen  | Team               | WG   | WS   | MPW  | 2P%  | 3P%  | FW%  | RPW  | APW | SPW | BPW | PPW  |
| -------- | ------------------ | ---- | ---- | ---- | ---- | ---- | ---- | ---- | --- | --- | --- | ---- |
| 2001/02  | Memphis Grizzlies  | 82   | 79   | 36,7 | 51,8 | 20,0 | 70,9 | 8,9  | 2,7 | 0,5 | 2,1 | 17,6 |
| 2002/03  | Memphis Grizzlies  | 82   | 82   | 36,0 | 51,0 | 10,0 | 73,6 | 8,8  | 2,8 | 0,4 | 1,8 | 19,0 |
| 2003/04  | Memphis Grizzlies  | 78   | 78   | 31,5 | 48,2 | 26,7 | 71,4 | 7,7  | 2,5 | 0,6 | 1,7 | 17,7 |
| 2004/05  | Memphis Grizzlies  | 56   | 53   | 32,0 | 51,4 | 16,7 | 76,8 | 7,3  | 2,4 | 0,7 | 1,7 | 17,8 |
| 2005/06  | Memphis Grizzlies  | 80   | 80   | 39,2 | 50,3 | 25,0 | 68,9 | 8,9  | 4,6 | 0,6 | 1,9 | 20,4 |
| 2006/07  | Memphis Grizzlies  | 59   | 59   | 36,2 | 53,8 | 27,3 | 74,8 | 9,8  | 3,4 | 0,5 | 2,1 | 20,8 |
| 2007/08  | Memphis Grizzlies  | 39   | 39   | 36,7 | 50,1 | 26,7 | 81,9 | 8,8  | 3,0 | 0,4 | 1,4 | 18,9 |
| 2007/08  | Los Angeles Lakers | 27   | 27   | 34,0 | 58,9 | 0,0  | 78,9 | 7,8  | 3,5 | 0,5 | 1,6 | 18,8 |
| 2008/09  | Los Angeles Lakers | 81   | 81   | 37,0 | 56,7 | 50,0 | 78,1 | 9,6  | 3,5 | 0,6 | 1,0 | 18,9 |
| 2009/10  | Los Angeles Lakers | 65   | 65   | 37,0 | 53,6 | 0,0  | 79,0 | 11,3 | 3,4 | 0,6 | 1,7 | 18,3 |
| 2010/11  | Los Angeles Lakers | 82   | 82   | 37,0 | 52,9 | 33,3 | 82,3 | 10,2 | 3,3 | 0,6 | 1,6 | 18,8 |
| 2011/12  | Los Angeles Lakers | 65   | 65   | 37,4 | 50,1 | 25,9 | 78,2 | 10,4 | 3,6 | 0,6 | 1,4 | 17,4 |
| 2012/13  | Los Angeles Lakers | 49   | 42   | 33,8 | 46,6 | 28,6 | 70,2 | 8,6  | 4,1 | 0,5 | 1,2 | 13,7 |
| 2013/14  | Los Angeles Lakers | 60   | 60   | 31,4 | 48,0 | 28,6 | 73,6 | 9,7  | 3,4 | 0,5 | 1,5 | 17,4 |
| 2014/15  | Chicago Bulls      | 78   | 78   | 34,4 | 49,4 | 46,2 | 80,3 | 11,8 | 2,7 | 0,3 | 1,9 | 18,5 |
| 2015/16  | Chicago Bulls      | 72   | 72   | 31,8 | 46,9 | 34,8 | 79,2 | 11,0 | 4,1 | 0,6 | 2,0 | 16,5 |
| 2016/17  | San Antonio Spurs  | 64   | 39   | 25,4 | 50,2 | 53,8 | 70,7 | 7,8  | 2,3 | 0,4 | 1,1 | 12,4 |
| 2017/18  | San Antonio Spurs  | 77   | 63   | 23,5 | 45,8 | 35,8 | 75,6 | 8,0  | 3,1 | 0,3 | 1,0 | 10,1 |
| 2018/19  | San Antonio Spurs  | 27   | 6    | 12,2 | 46,6 | 50,0 | 71,1 | 4,7  | 1,9 | 0,2 | 0,5 | 4,2  |
| 2018/19  | Milwaukee Bucks    | 3    | 0    | 10,0 | 16,7 | 33,3 | 50,0 | 3,3  | 0,7 | 0,0 | 0,3 | 1,3  |
| Carrière | Carrière           | 1226 | 1150 | 33,4 | 50,7 | 36,8 | 75,3 | 9,2  | 3,2 | 0,5 | 1,6 | 17,0 |
| All Star | All Star           | 6    | 1    | 19,3 | 56,5 | 0,0  | 84,6 | 8,7  | 1,2 | 0,7 | 0,7 | 10,5 |

### Play-offs
| Seizoen  | Team               | WG  | WS  | MPW  | 2P%  | 3P%   | FW%  | RPW  | APW | SPW | BPW | PPW  |
| -------- | ------------------ | --- | --- | ---- | ---- | ----- | ---- | ---- | --- | --- | --- | ---- |
| 2003/04  | Memphis Grizzlies  | 4   | 4   | 33,5 | 57,1 | –     | 90,0 | 5,0  | 2,5 | 1,0 | 1,5 | 18,5 |
| 2004/05  | Memphis Grizzlies  | 4   | 4   | 33,3 | 48,8 | 100,0 | 50,0 | 7,5  | 2,5 | 0,5 | 1,8 | 21,3 |
| 2005/06  | Memphis Grizzlies  | 4   | 4   | 39,5 | 43,3 | 0,0   | 76,7 | 6,8  | 3,0 | 0,5 | 1,2 | 20,3 |
| 2007/08  | Los Angeles Lakers | 21  | 21  | 39,8 | 53,0 | –     | 69,2 | 9,3  | 4,0 | 0,5 | 1,9 | 16,9 |
| 2008/09  | Los Angeles Lakers | 23  | 23  | 40,5 | 58,0 | –     | 71,4 | 10,8 | 2,5 | 0,8 | 2,0 | 18,3 |
| 2009/10  | Los Angeles Lakers | 23  | 23  | 39,7 | 53,9 | 0,0   | 75,9 | 11,1 | 3,5 | 0,4 | 2,1 | 19,6 |
| 2010/11  | Los Angeles Lakers | 10  | 10  | 35,8 | 42,0 | 50,0  | 80,0 | 7,8  | 3,8 | 0,4 | 1,7 | 13,1 |
| 2011/12  | Los Angeles Lakers | 12  | 12  | 37,0 | 43,4 | 40,0  | 82,8 | 9,5  | 3,7 | 0,5 | 2,1 | 12,5 |
| 2012/13  | Los Angeles Lakers | 4   | 4   | 36,5 | 48,1 | –     | 54,5 | 11,5 | 6,3 | 0,5 | 0,8 | 14,0 |
| 2014/15  | Chicago Bulls      | 10  | 10  | 31,7 | 48,7 | 0,0   | 76,2 | 9,4  | 3,1 | 0,5 | 2,1 | 14,4 |
| 2016/17  | San Antonio Spurs  | 16  | 7   | 22,8 | 43,9 | 33,3  | 70,8 | 7,1  | 1,9 | 0,4 | 0,9 | 7,7  |
| 2017/18  | San Antonio Spurs  | 5   | 0   | 18,0 | 50,0 | 33,3  | 90,0 | 4,8  | 2,8 | 0,0 | 0,2 | 6,0  |
| Carrière | Carrière           | 136 | 122 | 35,5 | 50,8 | 29,7  | 74,1 | 9,2  | 3,2 | 0,5 | 1,7 | 15,4 |

## Afbeeldingen

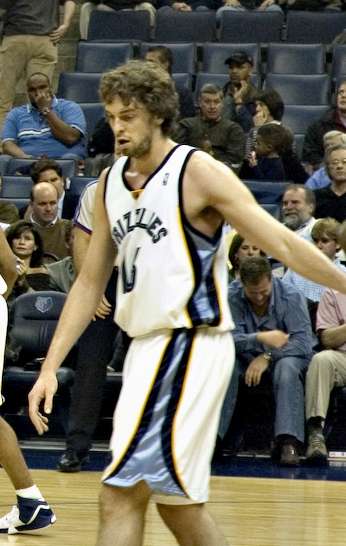
Pau Gasol als speler van de Memphis Grizzlies
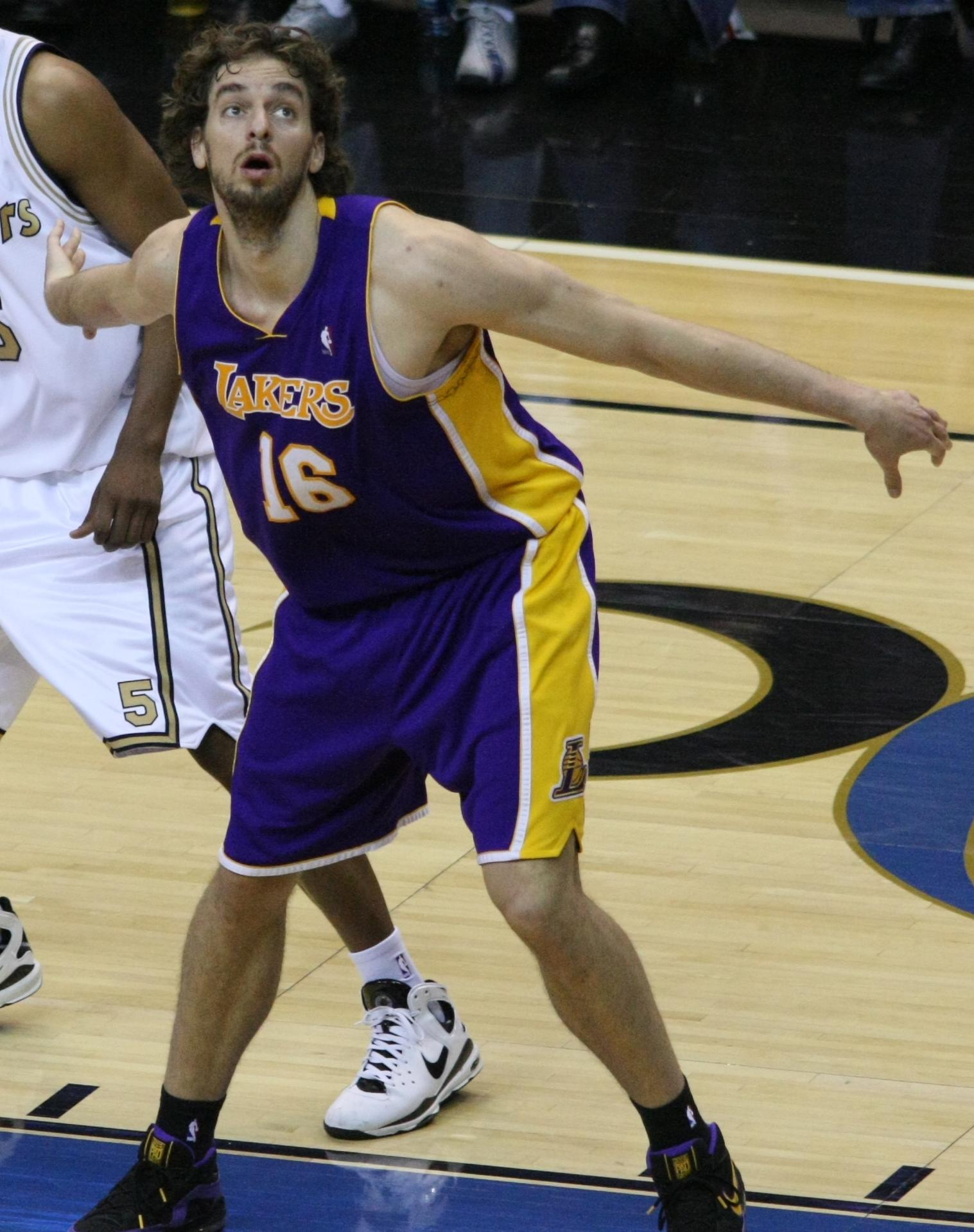
Pau Gasol als speler van de LA Lakers
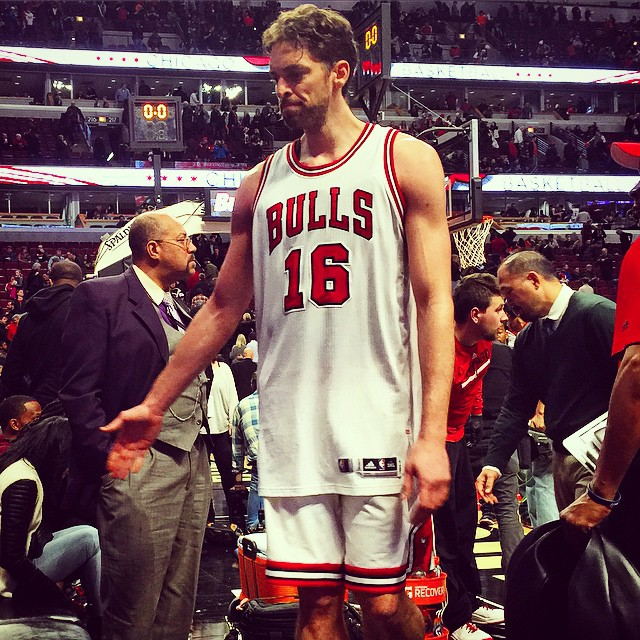
Gasol als speler van de Chicago Bulls

2 Fisher · 
3 Ariza · 
4 Walton · 
5 Farmar · 
6 Morrison · 
7 Odom · 
9 Sun · 
12 Brown · 
16 Gasol · 
17 Bynum · 
18 Vujačić · 
21 Powell · 
24 Bryant · 
28 Mbenga · 
Coach Jackson
2 Fisher ·
4 Walton ·
5 Farmar ·
6 Morrison ·
7 Odom ·
12 Brown
16 Gasol ·
17 Bynum ·
18 Vujačić ·
21 Powell ·
24 Bryant ·
28 Mbenga ·
37 Artest ·
Coach Jackson
- Biblioteca Nacional de España: XX1588100
- Catàleg d'autoritats de noms i títols de Catalunya: 981058527839106706
- International Standard Name Identifier: 0000 0000 7730 3713
- Library of Congress Control Number: no2010039333
- Nationale Bibliotheek van Tsjechië: osa20191048259
- Nationale Bibliotheek van Polen: a0000003248001
- Système universitaire de documentation: 250901595
- Virtual International Authority File: 87313776
- WorldCat: E39PBJgd87JxF3Ft7xxVk36h73